# Partidul Prosperității
Partidul Prosperității (în amharică ብልጽግና ፓርቲ; în oromoană Paartii Badhaadhiinaa, PB; somaleză Xisbiga Barwaaqo) este un partid politic din Etiopia înființat la 1 decembrie 2019 ca succesor al Frontului Democrat Revoluționar al Poporului Etiopian (FDRPE) de către premierul în funcție Abiy Ahmed Ahi. Fuziunea într-un partid la nivel național face parte din politica generală a lui Abiy de a distanța politica țării de federalismul etnic și, prin urmare, va candida pentru prima dată la alegerile generale din 2021.
1. ↑  Gedamu, Yohannes. „Why Abiy Ahmed's Prosperity Party is good news for Ethiopia”. www.aljazeera.com.
2. ↑  Yibeltal, Kalkidan. „Ethiopia's Abiy Ahmed gets a new ruling party”. BBC.
3. ↑  Gerth-Niculescu, Maria. „Can PM Abiy Ahmed breach Ethiopia's ethnic divide?”. Deutsche Welle.
4. ↑  Habtewold, Melaku (24 decembrie 2019). „Why Prosperity Party is needed” – via www.ethiopia-insight.com.
5. ↑  „Who Will Win the Next Ethiopian Elections?”. 10 ianuarie 2020 – via www.ezega.com.